# ويليام الكسندر ماكدونالد
ويليام الكسندر ماكدونالد هو محامي ومحامي وقاضي وسياسي كندي، ولد في 1860، وتوفي في 1 أكتوبر 1946.